# آيت توغازولي (آيت سدرات الجبل السفلى)
آيت توغازولي هي إحدى مشيخات المملكة المغربية، تتبع جغرافيا لإقليم تنغير وإداريًا لآيت سدرات الجبل السفلى. يقدر عدد سكانها بـ 1595 نسمة حسب الإحصاء الرسمي للسكان والسكنى لسنة 2004.